# Bergslandskap med regnbåge
Bergslandskap med regnbåge (tyska: Gebirgslandschaft mit Regenbogen) eller Landskap med regnbåge är en oljemålning av den tyske romantiske konstnären Caspar David Friedrich från 1809–1810. Den är utställd på Museum Folkwang i Essen.
Figuren i förgrunden har betecknats som ett självporträtt medan berget i bakgrunden har identifierats som Rosenberg i Elbsandsteingebirge på den tjeckiska sidan av dagens tysk-tjeckiska gräns. Målningen intar en särställning genom sin dramatiska mörka och expressiva färghållning där regnbågen tecknar sig som en genomskinlig vit strimma mot himlen. Den påminner starkt om en samtida målning av Friedrich, Landskap på Rügen med regnbåge, dock med skillnaden att den senare föreställer ett annat landskap (från Rügen) i dagsljus. Den målningen försvann i samband med andra världskriget.

## Relaterad målning

Friedrichs Landschaft auf Rügen mit Regenbogen (1810). Målning försvunnen sedan 1945.